# Sportvereniging Zulte Waregem
L'S.V. Zulte Waregem, nome completo Sportvereniging Zulte Waregem ma chiamato comunemente Zulte Waregem oppure Essevee, è una squadra di calcio belga con sede nella città di Waregem. Gioca in Pro League, la massima divisione del calcio belga.
Nato nel 2001 dalla fusione tra lo Zultse V.V. e il K.S.V. Waregem, nel 2006 la squadra ha conquistato il suo primo trofeo, la Coppa del Belgio, successivamente ottenuto una seconda volta nella stagione 2016-2017.

## Storia
Nel 1950 viene fondato a Zulte lo Zulte Sportief, che diventa nello stesso anno membro della Federazione calcistica belga, acquisendo la matricola n° 5381. Una nuova fusione tra lo Zulte Sportief e il S.K. Zulte porta nel 1976 alla nascita dello Zultse V.V., che mantiene la stessa matricola dello Zulte Sportief. Nel 2001 la compagine si unisce con il K.S.V. Waregem, squadra che aveva alle spalle una lunga militanza in prima divisione, e va a giocare al Regenboogstadion di Waregem.
Lo Zulte Waregem gioca nella stagione 2001-2002, la prima di vita, in terza divisione, e vince subito il campionato. Il club viene così promosso in seconda divisione, categoria nella quale trascorre tre stagioni prima di essere promosso, al termine della stagione 2004-2005, in massima divisione.
Lo Zulte Waregem conclude la stagione 2005-2006, la prima in massima serie, al settimo posto. La stagione sarà però ricordata anche per la conquista del primo trofeo, la Coppa del Belgio, vinta battendo in finale l'R.E. Mouscron. Questa vittoria permette inoltre alla squadra di partecipare alla Coppa UEFA 2006-2007: qui la compagine belga elimina la Lokomotiv Mosca nel primo turno, e viene poi ammessa alla fase a gruppi. Lo Zulte Waregem si classifica terzo nel girone alle spalle di Espanyol e Ajax; questo risultato è sufficiente per qualificare la squadra ai sedicesimi. Dal sorteggio esce però il Newcastle, che elimina i belgi dalla competizione vincendo entrambe le partite.
Nei campionati successivi lo Zulte Waregem ottiene un quinto posto nella stagione 2008-2009, mentre nella stagione successiva, la prima con il meccanismo dei play-off, la squadra finisce sesta nella stagione regolare. Questo risultato la fa partecipare al girone per l'assegnazione titolo, e il sesto posto viene confermato.
Infine, dopo due stagioni concluse lontano dal vertice, lo Zulte Waregem arriva secondo nella stagione 2012-2013, ed è nuovamente in corsa per il titolo. Il secondo posto nel girone finale consente alla squadra di accedere al terzo turno preliminare della UEFA Champions League 2013-2014. Qui, però, gli olandesi del PSV dominano nella doppia sfida con un complessivo finale di 5-0 e mandano i belgi ai playoff di UEFA Europa League 2013-2014, dove battono, a fatica, i ciprioti dell’APOEL. Aggiunta nel gruppo D, la squadra conclude al terzo posto con 7 punti (alla pari del Maribor, ma con una differenza reti peggiore).
Nel 2017 vince per la seconda volta la Coppa del Belgio, battendo in finale ai rigori l'Oostende. Questa vittoria permette alla squadra di assicurarsi un posto nella prossima UEFA Europa League 2017-2018. Anche questa avventura europea non è fortunata per il club: accoppiati con Lazio, Nizza e Vitesse, concludono il girone nuovamente al terzo posto con 7 punti (riuscendo a battere la squadra italiana per 3-2, anche se i romani erano già sicuri del primato).

## Allenatori
- Eddy van den Berge (1º luglio 1962-30 giugno 1963)
- Francky Dury (1º luglio 2001-30 giugno 2010)
- Bart De Roover (1º luglio 2010-24 ottobre 2010)
- Hugo Broos (27 ottobre 2010-23 maggio 2011)
- Darije Kalezić (1º luglio 2011-27 dicembre 2011)
- Francky Dury (30 dicembre 2011-17 dicembre 2021)
- Timmy Simons (17 dicembre 2021-31 maggio 2022)
- Mbaye Leye (1° luglio 2022-15 marzo 2023)
- Frederik D'Hollander (15 marzo 2023-5 settembre 2023)
- Vincent Euvrard (5 settembre 2023-31 maggio 2024)
- Sven Vandenbroeck (dal 1° luglio 2024)

## Calciatori

### Vincitori di titoli
Calciatori campioni d'Asia
- James Troisi (Australia 2015)

## Palmarès

### Competizioni nazionali
- Coppa del Belgio: 2

2005-2006, 2016-2017
- Tweede klasse: 2

2004-2005, 2024-2025
- Derde klasse: 1

2001-2002

### Altri piazzamenti
- Campionato belga:

Secondo posto: 2012-2013
- Coppa del Belgio:

Finalista: 2013-2014
Semifinalista: 2019-2020, 2022-2023
- Supercoppa del Belgio:

Finalista: 2006, 2017

## Statistiche

### Statistiche nelle competizioni UEFA
Tabella aggiornata alla fine della stagione 2017-2018.
| Competizione                  | Partecipazioni | G  | V  | N | P  | RF | RS |
| ----------------------------- | -------------- | -- | -- | - | -- | -- | -- |
| UEFA Champions League         | 1              | 2  | 0  | 0 | 2  | 0  | 5  |
| Coppa UEFA/UEFA Europa League | 4              | 26 | 10 | 4 | 12 | 37 | 51 |

## Organico

### Rosa 2025-2026
Aggiornata al 17 agosto 2025.
| N. |                           | Ruolo | Calciatore       |
| -- | ------------------------- | ----- | ---------------- |
| 1  | Belgio (bandiera)         | P     | Louis Bostyn     |
| 3  | Belgio (bandiera)         | D     | Anton Tanghe     |
| 4  | Belgio (bandiera)         | D     | Laurent Lemoine  |
| 6  | Germania (bandiera)       | C     | Enrique Lofolomo |
| 8  | Belgio (bandiera)         | C     | Thomas Claes     |
| 9  | Belgio (bandiera)         | A     | Jelle Vossen     |
| 10 | Costa d'Avorio (bandiera) | A     | Abdoulaye Traoré |
| 11 | Cipro (bandiera)          | A     | Stavros Gavriel  |
| 12 | Haiti (bandiera)          | D     | Wilguens Paugain |
| 13 | Belgio (bandiera)         | D     | Brent Gabriël    |
| 14 | Islanda (bandiera)        | D     | Atli Barkarson   |
| 17 | Danimarca (bandiera)      | A     | Anosike Ementa   |
| 19 | Belgio (bandiera)         | D     | Benoit Nyssen    |
| 20 | Austria (bandiera)        | A     | Tobias Hedl      |

| N. |                           | Ruolo | Calciatore         |
| -- | ------------------------- | ----- | ------------------ |
| 21 | Nigeria (bandiera)        | C     | Tochukwu Nnadi     |
| 22 | Ghana (bandiera)          | A     | Joseph Opoku       |
| 23 | Paesi Bassi (bandiera)    | P     | Ennio van der Gouw |
| 24 | Danimarca (bandiera)      | A     | Jeppe Erenbjerg    |
| 27 | Costa d'Avorio (bandiera) | C     | Ibrahim Diabaté    |
| 31 | Belgio (bandiera)         | D     | Lukas Willen       |
| 36 | Albania (bandiera)        | C     | Serxho Ujka        |
| 42 | Belgio (bandiera)         | P     | Arnaud Dobbels     |
| 50 | Belgio (bandiera)         | P     | Sef Van Damme      |
| 53 | Belgio (bandiera)         | A     | Kewan Vemba        |
| 55 | Belgio (bandiera)         | D     | Yannick Cappelle   |
| 64 | Belgio (bandiera)         | C     | Thibaud Sergeant   |
|    | Danimarca (bandiera)      | D     | Jakob Kiilerich    |
|    | Serbia (bandiera)         | A     | Nikola Mituljikić  |

### Rose delle stagioni precedenti
- 2007-2008
- 2011-2012
- 2013-2014
- 2014-2015
- 2015-2016
- 2017-2018